# 頭皮
頭皮（とうひ、英: scalp）とは、前が顔面、側面と後ろが首に接するものとして解剖学的に定義される領域である。

## 層
頭皮は5層からなると通常は説明され、各々は "SCALP" という語呂合わせで覚えられる。
- S (skin) : 皮膚。ここから頭髪が生える。血管が充分に発達している。
- C (connective tissue) : 結合組織。皮膚の下にある、脂肪と繊維状組織の薄い層。
- A (aponeurosis) : 腱膜。帽状腱膜と呼ばれる。前は前頭筋、後ろは後頭筋につながる、密な繊維状組織の丈夫な層。
- L (loose areolar connective tissue) : 疎性輪紋状結合組織。上3層と頭蓋骨膜をゆるく分ける面である。スカルピング (en:scalping) を行なう際、頭皮はこの層から剥がされる。この層は頭蓋顔面外科や脳神経外科でも扱われる。この層はしばしば「危険地帯」と呼ばれる。なぜなら感染した媒介物がここから導出静脈に広がり、さらにそこから頭蓋内へ吸い込まれるというケースが容易に起こるからである。この層の疎性輪紋状組織は、不規則なコラーゲン I の繊維束とコラーゲン III からなる。この層には頭皮の主要な血管が含まれ、受傷時の出血にはおびただしいものがあるが、これは首から下の循環系にあるような静脈弁が（頭皮に）無いことも一因である。この層にはグリコサミノグリカン (GAGs) も多く含まれ、繊維状である以上に格子状に構成されている。
- P (periosteum) : 頭蓋骨膜。頭蓋骨の骨膜であり、骨に栄養を送り修復を可能にさせている。これは開頭術で骨に穴を開けるため、骨から剥がされる場合がある。

臨床上重要な層は腱膜である。頭皮の裂傷がこの層に至ったということは、表層の固着性が失われ傷の割れ目が生じた、すなわち縫合が必要になったことを意味する。これは7-10日後に抜糸される非吸収性縫合糸を用い、単純な、あるいは垂直マットレス縫合によって行なわれる。

## 血液供給
頭皮への血液供給は左右5対の動脈から行なわれる。うち3対は外頸動脈から、2対は内頸動脈からのものである。
- 内頸動脈
  - 滑車上動脈 - 額の正中線へ延びており、内頚動脈の眼分枝の支脈である。
  - 眼窩上動脈 - 額の側面および頭皮の頭頂部まで延びており、やはり内頚動脈の眼分枝の支脈である。
- 外頸動脈
  - 浅側頭動脈 - 前頭部および頭頂部の支脈になり、頭皮の大部分に血液を供給する。
  - 後頭動脈 - 後頭部から走っている血管で、頭皮の後頭部の大部分に血液を供給する。
  - 後耳介動脈 - 耳介の後ろを上がるもので、耳介の上と後ろの頭皮に血液を供給する。

## 神経分布
頭皮に分布する感覚・運動神経は以下のとおりである。
- 滑車上神経および眼窩上神経 - 三叉神経の眼神経に由来する。
- 大後頭神経 (C2) - 後頭部を、頭頂に向け走っている。
- 小後頭神経 (C2) - 耳の後ろに存在する。
- 頬骨側頭神経 - 三叉神経の上顎神経に由来し、こめかみの無毛部分を走っている。
- 耳介側頭神経 - 三叉神経の下顎神経に由来する。

頭皮の神経分布は "Z-GLASS" という語呂合わせで覚えられる。すなわちZygomaticotemporal nerve（頬骨側頭神経）、Greater occipital nerve（大後頭神経）、Lesser occipital nerve（小後頭神経）、Auriculotemporal nerve（耳介側頭神経）、Supratrochlear nerve（滑車上神経）、Supraorbital nerve（眼窩上神経）、となる。

## リンパ路
頭皮にリンパ節は存在しない。リンパ排液は耳介前/後リンパ節に運ばれる。

## 美学的役割
頭皮は、顔の美学的側面において重要な役割を果たす。男性型脱毛症や男性型の薄毛は、男性にとって共通の心配事である。これは（例えばフィナステリドやミノキシジルを使った）投薬や、植毛によって治療できるが、効果には個人差がある。頭皮に厚みと弛みがある場合、加齢でよくあることだが、額は低く、厚く、深く皺がよることがある。前額部除皺術 (en:brow lift) はこれに対処することが狙いである。

## 植毛
現在の植毛術は全て、患者の既存の毛を使用する。手術の狙いは、それらの毛をできるだけ効果的に使うことである。この種の手術が最も適しているのは、側頭と後頭にまだ健康な髪が残っており、そこから髪を調達できる人である。髪の色・髪質・巻き毛・縮れ毛といった要因に基づき、望ましい美容上の仕上がりを実現するため、様々な技術が使われる。
最もよく使われる技術はマイクロ植毛法 (micro grafting) として知られるもので、理由はそれが自然な仕上がりを生み出すからである。この手法は FUE 法（en:Follicular Unit Extraction、小胞単位摘出法）と同類だが、やや旧式である。複数の刃がついたナイフで提供部位から組織を切り取り、その組織は顕微鏡でなく目視で小さな塊に切り分けられる。

### 手術後の頭皮の赤み
手術が完了し回復する過程において、頭皮の赤みが生じうる。主な理由は、その期間は移植が行なわれた頭皮の部位が通常より柔らかいからである。しかしこれは治療の当然の結果であり、形成外科医はその点を患者に伝え、望ましい回復のため従うべき一連の指示を与えるだろう。それには、氷で冷やしたり、短期間運動を控えるといった内容が含まれる場合がある。

## 病理
頭皮は、以下のような腫瘍の発達がよく起こる場所である。
- 粉瘤腫
- 皮脂嚢胞
- 日光角化症、扁平上皮癌
- 基底細胞癌
- メルケル細胞癌

## 頭皮の状態
- 頭垢 -- フケ。頭皮から古い角質が過度に剥がれ落ちるため起こる、よくある問題。
- 脂漏性湿疹 -- 皮膚が鱗状・薄片状になり、かゆみと赤化を伴う病気。
  - 脂漏性皮膚炎 -- 同様の病気で、新生児に発生するもの。
- 脳回状頭皮 -- 頭皮の稀な奇形を指す用語。
- アタマジラミ
- ざ瘡壊死汗疹 (en:Tycoon's cap, en:acne necrotica miliaris) -- 吹き出物と痒みが特徴である。

## 参考画像

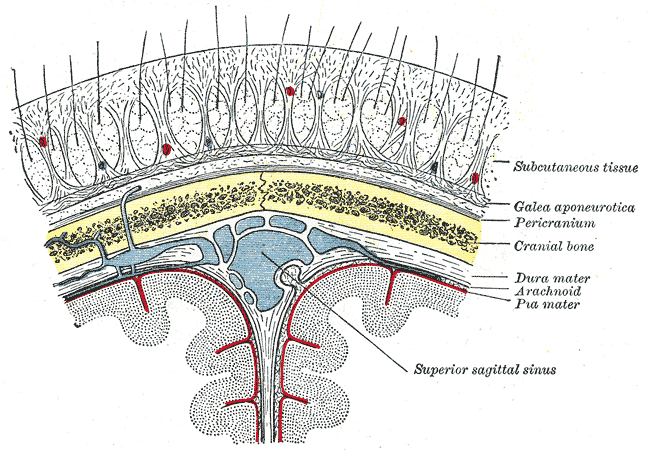
頭皮の区分けの模式図